# 고검지산성
고검지산성(高儉地山城)은 중국 랴오닝성 번시시에 위치한 고구려의 산성이다.
성은 산의 능선을 따라 축조되었으며, 사각추 형태의 벽돌을 위로 올라갈수록 작은 돌을 쌓는 방식의 고구려 성 특유의 특징을 갖고있다.